# Panamerikanische Spiele 2019/Leichtathletik – Weitsprung der Männer

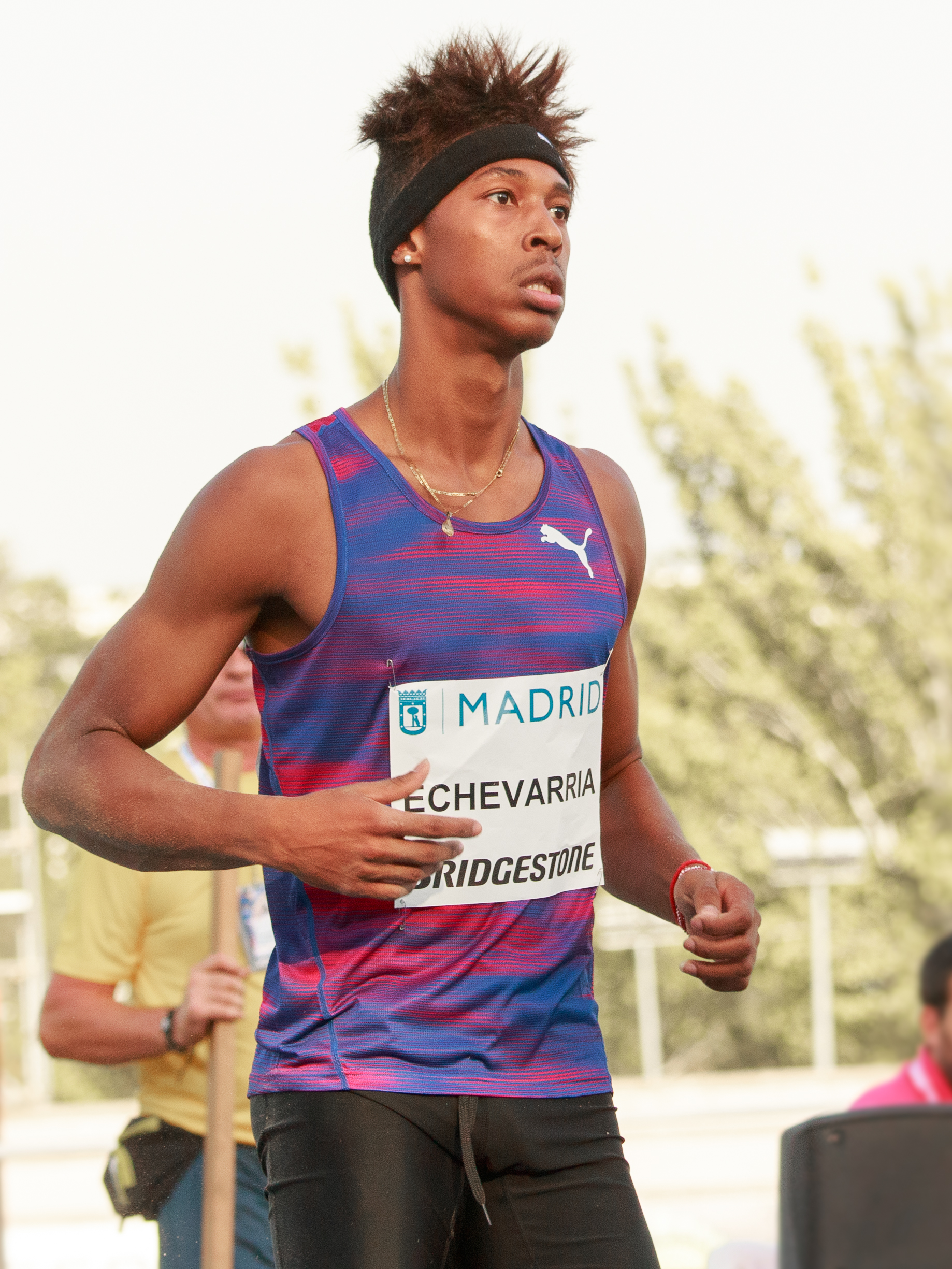
Die Sieger Juan Miguel Echevarría (2017)

Der Weitsprung der Männer bei den Panamerikanischen Spielen 2019 fand am 7. August im Villa Deportiva Nacional in der peruanischen Hauptstadt Lima statt.
13 Weitspringer aus elf Ländern nahmen an dem Wettbewerb teil. Die Goldmedaille gewann Juan Miguel Echevarría mit 8,27 m, Silber ging an Tajay Gayle mit 8,17 m und die Bronzemedaille gewann Emiliano Lasa mit 7,87 m.

## Rekorde
Vor dem Wettbewerb galten folgende Rekorde:
| Weltrekord        | Mike Powell | 8,95 m | Weltmeisterschaften in Tokio, Japan                         | 30. August 1991 |
| Rekord der Spiele | Carl Lewis  | 8,75 m | Panamerikanische Spiele in Indianapolis, Vereinigte Staaten | 16. August 1987 |

## Ergebnis
7. August 2019, 15:35 Uhr
| Platz | Athletin               | Land                | 1. Versuch | 2. Versuch | 3. Versuch | 4. Versuch                               | 5. Versuch                               | 6. Versuch                               | Weite (m) |
| ----- | ---------------------- | ------------------- | ---------- | ---------- | ---------- | ---------------------------------------- | ---------------------------------------- | ---------------------------------------- | --------- |
|       | Juan Miguel Echevarría | Kuba                | 8,09       | x          | 8,06       | 8,27                                     | 7,26                                     | x                                        | 8,27      |
|       | Tajay Gayle            | Jamaika             | 7,97       | 8,17       | 8,10       | x                                        | x                                        | x                                        | 8,17      |
|       | Emiliano Lasa          | Uruguay             | 7,83       | 7,87       | x          | 7,87                                     | 7,70                                     | x                                        | 7,87      |
| 4     | Alexsandro Melo        | Brasilien           | 7,77       | 7,70       | 7,66       | 7,63                                     | x                                        | 7,75                                     | 7,77      |
| 5     | Tyrone Smith           | Bermuda             | x          | x          | 7,74       | 7,34                                     | x                                        | –                                        | 7,74      |
| 6     | Trumaine Jefferson     | Vereinigte Staaten  | x          | 7,66       | –          | –                                        | –                                        | –                                        | 7,66      |
| 7     | Andwuelle Wright       | Trinidad und Tobago | x          | 7,62       | 7,51       | 7,55                                     | 7,61                                     | x                                        | 7,62      |
| 8     | Adrian Riley           | Jamaika             | 7,57       | 7,36       | 7,25       | x                                        | 7,28                                     | x                                        | 7,57      |
| 9     | José Luis Mandros      | Peru                | 7,48       | 7,56       | x          | nicht im Finale der besten acht Springer | nicht im Finale der besten acht Springer | nicht im Finale der besten acht Springer | 7,56      |
| 10    | Quincy Breell          | Aruba               | x          | 7,17       | 7,33       | nicht im Finale der besten acht Springer | nicht im Finale der besten acht Springer | nicht im Finale der besten acht Springer | 7,33      |
| 11    | Emanuel Archibald      | Guyana              | 7,21       | 7,19       | 7,22       | nicht im Finale der besten acht Springer | nicht im Finale der besten acht Springer | nicht im Finale der besten acht Springer | 7,22      |
| 12    | Maykel Massó           | Kuba                | x          | 7,07       | 7,21       | nicht im Finale der besten acht Springer | nicht im Finale der besten acht Springer | nicht im Finale der besten acht Springer | 7,21      |
| 13    | Daniel Pineda          | Chile               | x          | 6,80       | 7,05       | nicht im Finale der besten acht Springer | nicht im Finale der besten acht Springer | nicht im Finale der besten acht Springer | 7,05      |